# Mercurio Loi
Mercurio Loi es una historieta italiana de género histórico de la casa Sergio Bonelli Editore, creada por Alessandro Bilotta.
La serie fue publicada en Italia desde mayo de 2017 a marzo de 2019, por un total de 16 números. El primer álbum fue editado en España por Panini Comics, bajo el título "Mercurio Loi: La Roma de los locos".

## Argumento y personajes
Mercurio Loi es un profesor universitario en Historia, culto, jovial e inteligente. Se presenta como un hombre maduro y elegante, con grandes patillas, nariz aguileña y orejas salidas, siempre llevando una capa y un bastón. Junto a su asistente Ottone De Angelis, Mercurio investiga los misterios de la Roma pontificia de 1826, entre personajes extravagantes, sociedades secretas y conspiradores contra la autoridad del papa.

## Autores

### Guionista y creador
Alessandro Bilotta.

### Dibujantes
Massimiliano Bergamo, Andrea Borgioli, Francesco Cattani, Giampiero Casertano, Onofrio Catacchio, Sergio Gerasi, Matteo Mosca, Sergio Ponchione.